# Boone Carlyle
Boone Carlyle er en fiktiv person i den amerikanske tv-serie Lost, spillet af Ian Somerhalder. Han er bror til Shannon Rutherford, spillet af Maggie Grace. Somerhalder besad en hovedrolle i seriens første sæson, og har siden optrådt i en speciel gæsterolle. Boone medvirker siden første afsnit, "Pilot: Part 1," men er i løbet af serien kun hovedperson i et afsnit, "Hearts and Minds."

## Biografi

### Før flystyrtet
Boones mor og Shannons far gifter sig og flytter sammen. I mange år er Boone forelsket i sin stedsøster, og han udviser tilstrækkeligt med tegn herpå til at Shannon gennemskuer hans sande følelser. Da Shannons far dør i en bilulykke får hun ingen andel af arven, og hendes tidligere stedmor agter ikke at hjælpe hende økonomisk. Hun afslår også et tilbud fra Boone om hjælp.
Shannons løsning bliver i flere omgange at være romantisk involveret i mænd, med hvilke hun iscenesætter forholdsproblemer, således at Boone møder op og køber kæresten ud af forholdet. Boone opdager bedrageriet i Sydney, Australien. Shannon møder efterfølgende op på Boones hotelværelse for at undskylde, og det er her hun erkender bekendtskabet til hans følelser, hvorefter de har samleje. Dagen efter forlader de Sydney med Oceanic Flight 815.

### Efter flystyrtet

#### Sæson 1
Boone bruger mange af første dage på at opvarde Shannon, der ikke tager situationen tilstrækkeligt alvorligt. I en diskussion med Boone om hendes påståede uduelighed, ender de med at tilslutte sig ekskursionen der opfanger Danielle Rousseaus 16-årige nødsignal.
Da Claire Littleton (Emilie de Ravin) og Charlie Pace (Dominic Monaghan) kidnappes er Boone med ude for at bringe dem tilbage, og da sporet af Ethan Rom (William Mapother) deles i to går han med John Locke (Terry O'Quinn). De finder en metalplade begravet i mudderet, og bruger de følgende dage på at udgrave hvad der viser sig at være en luge ("The Hatch"). Boone bryder sig ikke om at lyve overfor Shannon om hvad han og Locke foretager sig i junglen og det tvinger Locke til at udsætte Boone for en psykologisk prøvelse, i hvilken Boone forestiller sig Shannons død. Da han indser det forudløser en følelse af lettelse, kan han omsider give slip på det tætte bånd til søsteren, der har syntes at hæmme hans egen velvære.
Men tilliden til Locke medfører også hans død. Efter at være styrtet mod jorden inden i et beechcraft, kvæstes hans kropslige indre. Locke bærer Boone tilbage til Jack Shephard (Matthew Fox) på egne skuldre, men fortæller ikke sandheden om ulykken.

## Trivia
- Det var i løbet af seriens udvikling planen at Boone skulle hedde "Five."[1]

## Fodnoter
1. ↑  Kommentarspor til "Pilot: Part 1"